# Flettner-Ruder
Ein Flettner-Ruder, auch Flettner-Klappe, ist bei Flugzeugen eine Trimmklappe am hinteren Teil eines Ruders, die bei jedem Ausschlag des Ruders automatisch entgegengesetzt mitläuft und durch ihre aerodynamische Wirkung die vom Piloten aufzubringende Steuerkraft unterstützt.
Die Flettner-Klappe wurde 1918 von dem deutschen Ingenieur Anton Flettner zum Patent angemeldet.

## Wirkungsweise

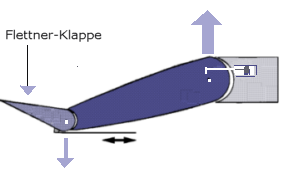
Wirkungsweise der Flettner-Klappe. Erklärung im Text

Wird an einem Flugzeug im Flug eine Steuerfläche (Ruderfläche) bewegt, dann muss dies – außer bei Pendelrudern – gegen den Strömungsdruck der Luft geschehen, der das Ruder „zurückdrückt“. Je nach Geschwindigkeit und Ruderfläche können dafür sehr große Kräfte erforderlich sein.
Auch die Flettner-Klappe erfährt den Strömungsdruck. Da sie aber entgegengesetzt zur eigentlichen Ruderfläche ausgelenkt wird, wirkt die rückstellende Kraft der strömenden Luft ebenfalls entgegengesetzt – und damit unterstützend auf die Auslenkung der eigentlichen Ruderfläche.
Beispiel: Das Ruder im Bild soll nach unten bewegt werden, was gegen die von rechts nach links strömende Luft geschehen muss, die das Ruder oben halten will. Die nach oben ausgerichtete Flettner-Klappe jedoch wird ihrerseits von der Luftströmung nach unten gedrückt und drückt dadurch das hintere Ende des Hauptruders, an dem sie befestigt ist, nach unten – die gewünschte Steuerbewegung wird unterstützt, die dafür erforderliche Kraft ist wesentlich geringer.

## Ansteuerung
Die Flettner-Klappe lässt sich am einfachsten indirekt ansteuern. Dann ist sie über ein Gestänge mit einem unbewegten Teil des Flugzeugrumpfes verbunden. Wird das Ruder ausgeschlagen, dann dreht dieses Gestänge die Flettner-Klappe automatisch in die entgegengesetzte Richtung.
Sie kann aber auch über die Steuerung direkt anstelle des eigentlichen Ruders betätigt werden. Diese Möglichkeit wurde bei großen Flugzeugen benutzt, bei denen die nötigen Steuerkräfte vom Flugzeugführer nicht mehr aufzubringen waren. Das war z. B. bei der Blohm & Voss BV 222 der Fall, wo beim Ziehen oder Drücken der Steuersäule nur noch die beiden Flettner-Klappen an den innersten Teilen der jeweils dreigeteilten Höhenruderhälften vom Piloten betätigt wurden. Diese drückten wiederum die zugehörigen Ruderteile in die gewünschte Richtung. Zum Ziehen wurde die Steuersäule also wirklich nach hinten gezogen, die dabei betätigte Flettner-Klappe schlug nach unten aus, das gesamte Ruder aber bewegte sich dadurch nach oben. Auch die Junkers Ju 290 wurden in ähnlicher Weise gesteuert.

## Vorteile
Die Flettner-Klappe erlaubt es dem Konstrukteur, die Ruderkräfte entsprechend den Ergebnissen der Flugerprobung anzupassen, um ein ausgewogenes Steuerverhalten zu erreichen.
Änderungen können durch Modifikation der Anlenkung erreicht werden, ohne das Leitwerk selbst zu verändern.
Neben der Wirkungsweise als „Servo“ zur Verringerung der vom Piloten aufzubringenden Steuerkräfte kann auch durch Umkehrung der Anlenkungsrichtung eine Handkrafterhöhung und eine Erhöhung der Rückstellkräfte des Ruders erreicht werden (sog. Anti-Flettner z. B. bei der Grob G 110) Höhere Rückstellkräfte verbessern die Flugstabilität bei losgelassener Steuerung und geben dem Piloten eine verbesserte Rückmeldung über seine Steuereingaben. Flettner-Klappen am Höhenruder zur Handkrafterhöhung werden bei einigen Segelflugzeugen verwendet und sind dort gleichzeitig das Trimmruder. (z. B. ASK 13, K 8)

## Nachteile
Da sich der Schwerpunkt der Flettner-Klappe weit hinter ihrem Drehpunkt befindet, neigt sie zum Schwingen und Flattern, was eine erhebliche Materialbelastung bedeutet und den Einbau von Schwingungsdämpfern erfordert. Des Weiteren hat die Flettner-Klappe eine Reduktion der Ruderwirkung zur Folge.

## Bedeutung
Die Flettner-Klappe hat in modernen großen Flugzeugen ihre Bedeutung verloren, da hier die Verstellung der Ruder mit Hilfe technischer Aktoren (zum Beispiel Hydraulikzylinder) erfolgt. Bei kleineren Maschinen wird sie aber auch heute noch verwendet, wobei sie meist gleichzeitig der Trimmung dient, indem sie als „Dauereinstellung“ das Ruder in der gewünschten Trimmstellung hält.
Flettner entwickelte diese Erfindung auch für den Schiffbau weiter. Das Flettner-Ruder war bei Schiffen ein Ruder mit einem Hilfsruder an der Hinterkante des Ruderblattes. Das Ruder konnte sich im Schiffbau aber nicht durchsetzen.